# Karel Svoboda-Škréta

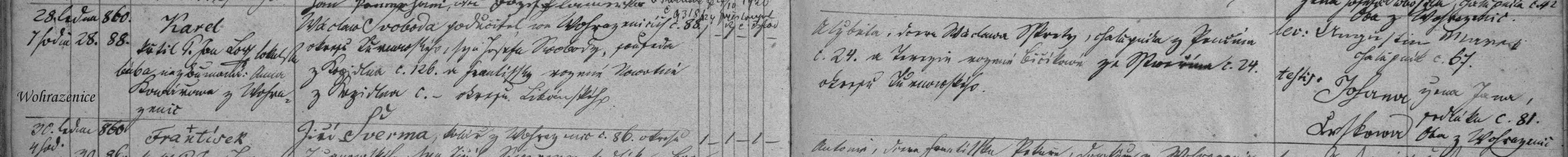
zápis o narození Karla Svobody (matrika N 1835-1862 farnost Přepeře (SOA Zámrsk)

Karel Svoboda-Škréta (28. ledna 1860 Ohrazenice – 13. ledna 1940 Praha) byl český malíř, restaurátor a znalec starých mistrů.

## Život
Pocházel z rodiny učitele, vystudoval Akademii výtvarných umění v Praze a soukromě se učil portrétu u Václava Brožíka. Poté tvořil převážně portréty a na sklonku století dále studoval v Mnichově a pak v Paříži, kde se seznámil s Vojtěchem Hynaisem.
V roce 1897 byl jakožto znalec starých technik a mistrů pověřen Františkem Josefem I. vytvořením kopií z originálů uložených v Madridu pro Vídeň. V Madridu si získal dobrou pověst u královny regentky Marie Kristiny Rakouské a zůstal tam patnáct let. Byl nazýván Don Carlos el Bohemo. Krom práce na kopiích zde také portrétoval. Po návratu do Prahy v roce 1912 ovšem nenavázal na úspěch a potýkal se s existenčními problémy. Pomáhal mu přítel Emanuel Kodet. V roce 1935 byl jmenován profesorem na pražské akademii.

## Galerie

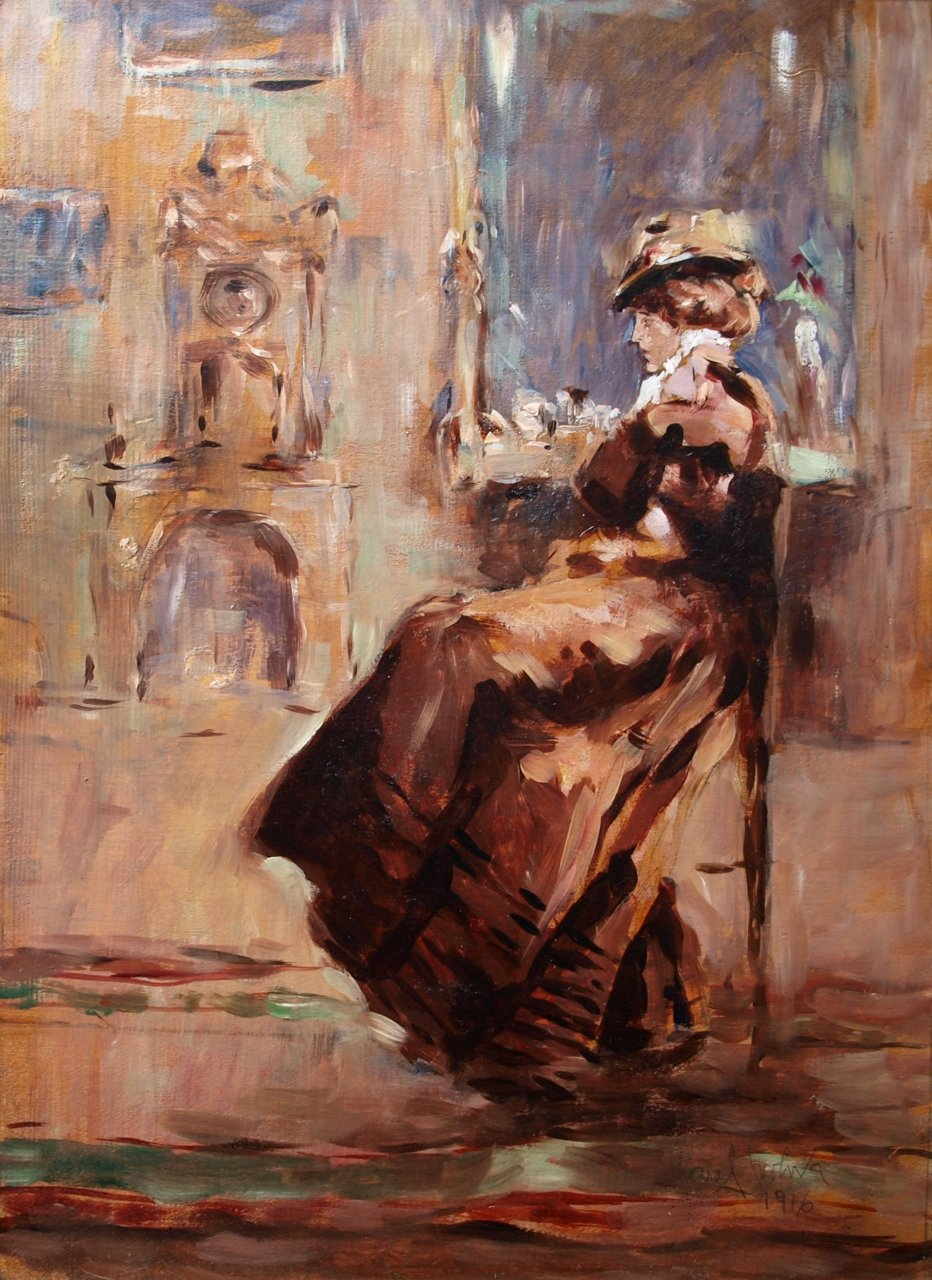
Karel Svoboda - Škréta - Sedící dáma
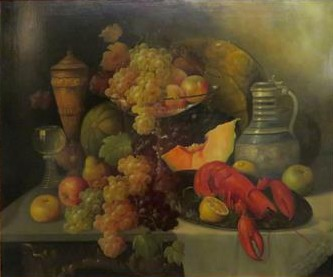
Karel Svoboda - Škréta - Zátiší s ovocem a humrem (1913)
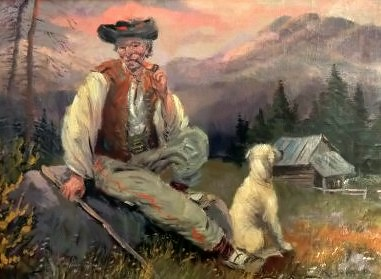
Bača se psem